# Black Panther (film)
Black Panther är en amerikansk afrofuturistisk superhjältefilm från 2018, baserad på seriefiguren med samma namn från Marvel Comics, producerad av Marvel Studios och distribuerad av Walt Disney Studios Motion Pictures. Det är den artonde filmen från Marvel Cinematic Universe (MCU). Filmen är skriven och regisserad av Ryan Coogler med Joe Robert Cole som medförfattare. Huvudrollen som T'Challa / Black Panther spelas av Chadwick Boseman med övriga roller spelade av bland andra Michael B. Jordan, Lupita Nyong'o, Danai Gurira, Martin Freeman, Daniel Kaluuya, Letitia Wright, Winston Duke, Angela Bassett, Forest Whitaker och Andy Serkis.
Black Panther hade världspremiär på Dolby Theatre i Los Angeles den 29 januari 2018. Filmen hade biopremiär i Sverige den 14 februari 2018 och i USA den 16 februari 2018.

## Rollista
- Chadwick Boseman – T'Challa / Black Panther

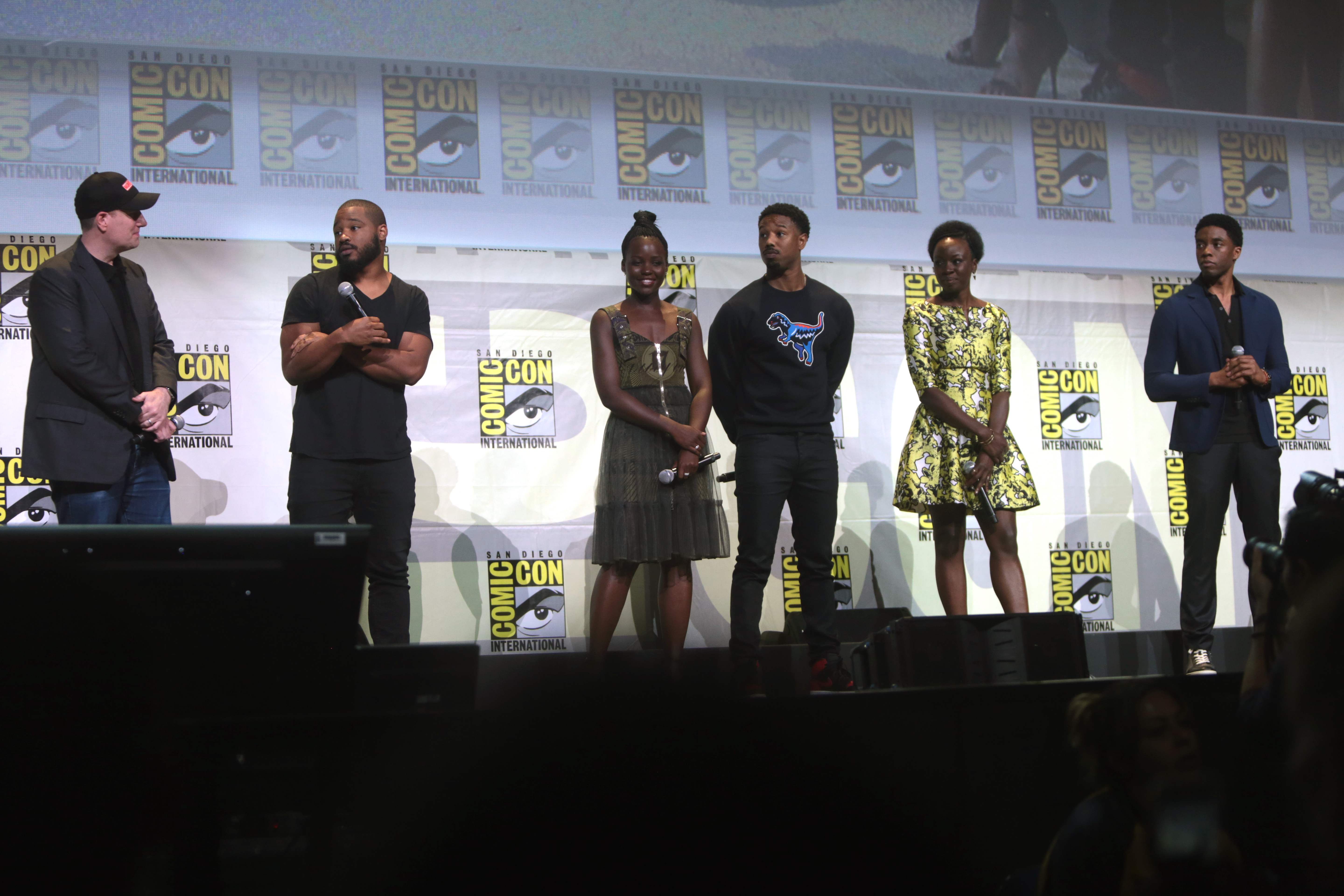
Skådespelarna i Black Panther.

- Michael B. Jordan – N'Jadaka / Erik "Killmonger" Stevens
- Lupita Nyong'o – Nakia
- Danai Gurira – Okoye
- Martin Freeman – Everett K. Ross
- Daniel Kaluuya – W'Kabi
- Letitia Wright – Shuri
- Winston Duke – M'Baku
- Angela Bassett – Ramonda
- Forest Whitaker – Zuri
- Andy Serkis – Ulysses Klaue
- John Kani – T'Chaka
- Sterling K. Brown – N'Jobu
- Florence Kasumba – Ayo
- Isaac de Bankolé – River Tribe Elder
- Sebastian Stan – Bucky Barnes (cameo)
- Stan Lee – Man på kasino (cameo)

## Mottagande
Black Panther möttes av positiva recensioner av kritiker och hyllades för regin, kostymdesignen, actionscenerna, soundtracket, och rollprestationerna. På Rotten Tomatoes har filmen ett medelbetyg på 97%, baserade på 323 recensioner, och ett genomsnittsbetyg på 8,2 av 10. På Metacritic har filmen genomsnittsbetyget 87 av 100, baserade på 54 recensioner.
På Oscarsgalan 2019 belönades svensken Ludwig Göransson med en Oscar för bästa filmmusik i denna film. Black Panther vann även Oscar för bästa scenografi och bästa kostym samt nominerades även för bästa film, bästa sång ("All the Stars"), bästa ljudredigering och bästa ljud.